# Pterinoblattina kobdoensis
Pterinoblattina kobdoensis là một loài côn trùng trong họ Brongniartiellidae thuộc bộ Neuroptera. Loài này được Ponomarenko miêu tả năm 1986.